# Armillarsphäre

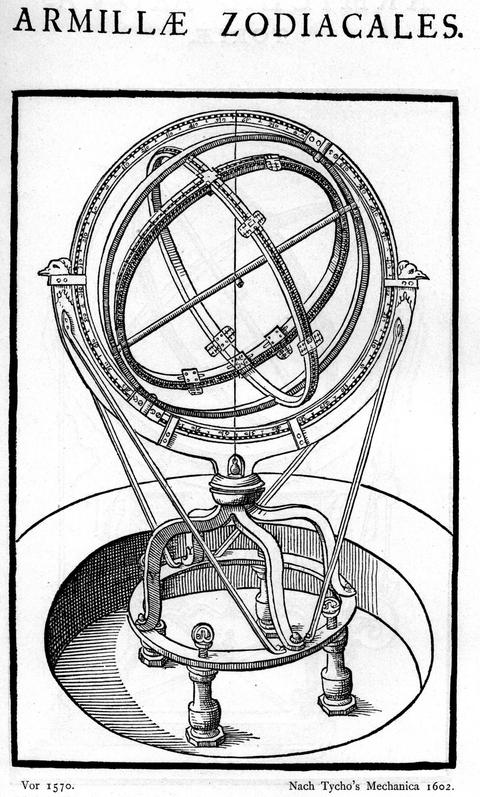
Antike Armillarsphäre.

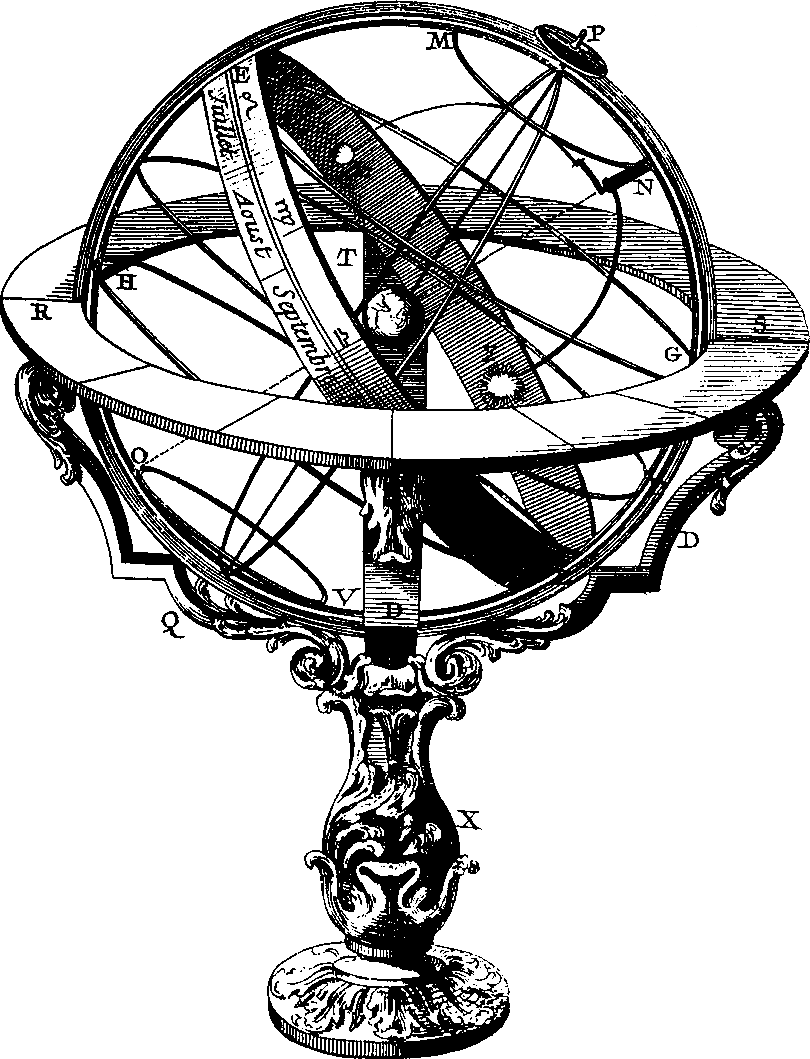
Mittelalterliche Armillarsphäre

Die Armillarsphäre (lateinisch armilla „Armreif“, sphaera „Kugel“) ist ein astronomisches Gerät. Es ist zwischen der antiken Armillarsphäre (auch sphärisches Astrolab genannt) und der mittelalterlichen Armillarsphäre zu unterscheiden. Die antike Erfindung war ein Messgerät der Astrometrie, das heißt, dass damit die Position von Himmelskörpern vermessen wurde. Die mittelalterlichen Modelle wurden nur zur didaktischen Visualisierung des Himmels gebaut und hießen daher auch Weltmaschinen, mit denen die Bewegung der Himmelskörper dargestellt wurden. Sie wurden zuerst von arabischen Astronomen nach antiken Vorbildern angefertigt. In Europa kamen sie jedoch erst in der frühen Neuzeit in Gebrauch.
Die Armillarsphäre besteht aus mehreren Metallringen, deren Mitten sich alle in einem gemeinsamen Punkt befinden. Bei der antiken Version sind alle Ringe unabhängig voneinander um eine in der Ringebene liegenden und durch den Mittelpunkt gehenden Achsen drehbar. Der äußerste dieser Ringe ist drehbar in einem Gestell gelagert. Beim mittelalterlichen Modell sind diese Ringe fest miteinander verbunden und deuten eine Kugel (die Himmelskugel) an. Diese ist in einem äußeren Gestell, das im Wesentlichen aus einem Meridianring und dem Horizontring besteht, um die Himmelsachse drehbar. 
Das mittelalterliche Modell hat eine symbolische Erdkugel in der Mitte, um den Beobachter zu repräsentieren. Das antike Messgerät hat eine leere Mitte und an einem der inneren Ringe (dem Messring) zwei Absehen oder Korn und Kimme zum Anpeilen des zu vermessenden Objekts (vergleiche Ptolemäus Buch über Geographie und Ptolemäus’ Almagest).

## Beschreibung der mittelalterlichen Armillarsphäre

Modernes Exemplar einer Mittelalterlichen Armillarsphäre. Die blauen Kreise sind das Gestell (Meridian (senkrecht) und Himmelsäquator), die rote Scheibe stellt die Ebene der Ekliptik mit einigen Planeten dar.

Der gedachte Beobachter befindet sich im Mittelpunkt der Kugel. Wenn das Gerät das geozentrische Weltbild abbilden soll, befindet sich dort im Zentrum der Armillarsphäre die Erde. Solche Armillarsphären sind bereits in primitiven Versionen für das alte Babylonien nachgewiesen. Das kopernikanische Weltbild wird in der 1657 von Andreas Bösch geschaffenen Sphaera Copernicana dargestellt.
Als Armille wird ein der Armillarsphäre ähnliches astronomisches Winkelmessinstrument mit Absehen bezeichnet, mit dem Koordinaten an der Himmelskugel bestimmt und umgewandelt wurden. Es taugte auch zur genäherten Ortsbestimmung und Zeitmessung und wurde von Eratosthenes noch unter der Bezeichnung Astrolabium eingeführt. Ptolemäus beschreibt in Kapitel 5,1 seines Hauptwerkes Almagest den Bau einer Armillarsphäre. Das Instrument blieb über das gesamte Mittelalter hauptsächlich im islamischen Raum in Gebrauch. In Mitteleuropa wurde sie erst Mitte des 15. Jahrhunderts durch den fränkischen Astronomen Regiomontanus wieder bekannt und erreichte Ende des 16. Jahrhunderts mit dem dänischen Astronomen Tycho Brahe ihre Perfektionierung, der ebenso das Gerät ersann, das sie als präzises Positionsmessinstrument ersetzte: den Mauerquadranten.
Nach der Einführung des Teleskops in die Astronomie durch Thomas Harriot, Galileo Galilei, Simon Marius und andere zu Beginn des 17. Jahrhunderts trat die Armillarsphäre als Beobachtungsinstrument allmählich in den Hintergrund, da sie aufgrund ihrer Bauweise nur schlecht mit einem Teleskop bestückt werden konnte – anders als ein Quadrant, der dafür wesentlich besser geeignet ist. In den folgenden Jahrhunderten wurde die Armillarsphäre zu einem Gegenstand künstlerischer Darstellung und zu einem reinen Symbol der Astronomie.
Eine Armillarsphäre ist zum Beispiel als Zeichen für die große Verbundenheit Portugals mit der Seefahrt auf der portugiesischen Nationalflagge abgebildet.
Eine Nachbildung der von August von Hallerstein 1744 konstruierten Armillarsphäre findet sich in seinem Geburtsort Ljubljana.
Anhand einer Armillarsphäre können gleichzeitig drei geozentrische astronomische Koordinatensysteme veranschaulicht werden:
- das horizontale Koordinatensystem mit Azimut und Höhenwinkel sowie mit Zenit und Nadir
- das äquatoriale Koordinatensystem mit Deklination und Stundenwinkel sowie den beiden Himmelspolen und den beiden Coluren
- das ekliptikale Koordinatensystem mit ekliptikaler Länge und ekliptikaler Breite

Mittelalterliche Armillarsphären
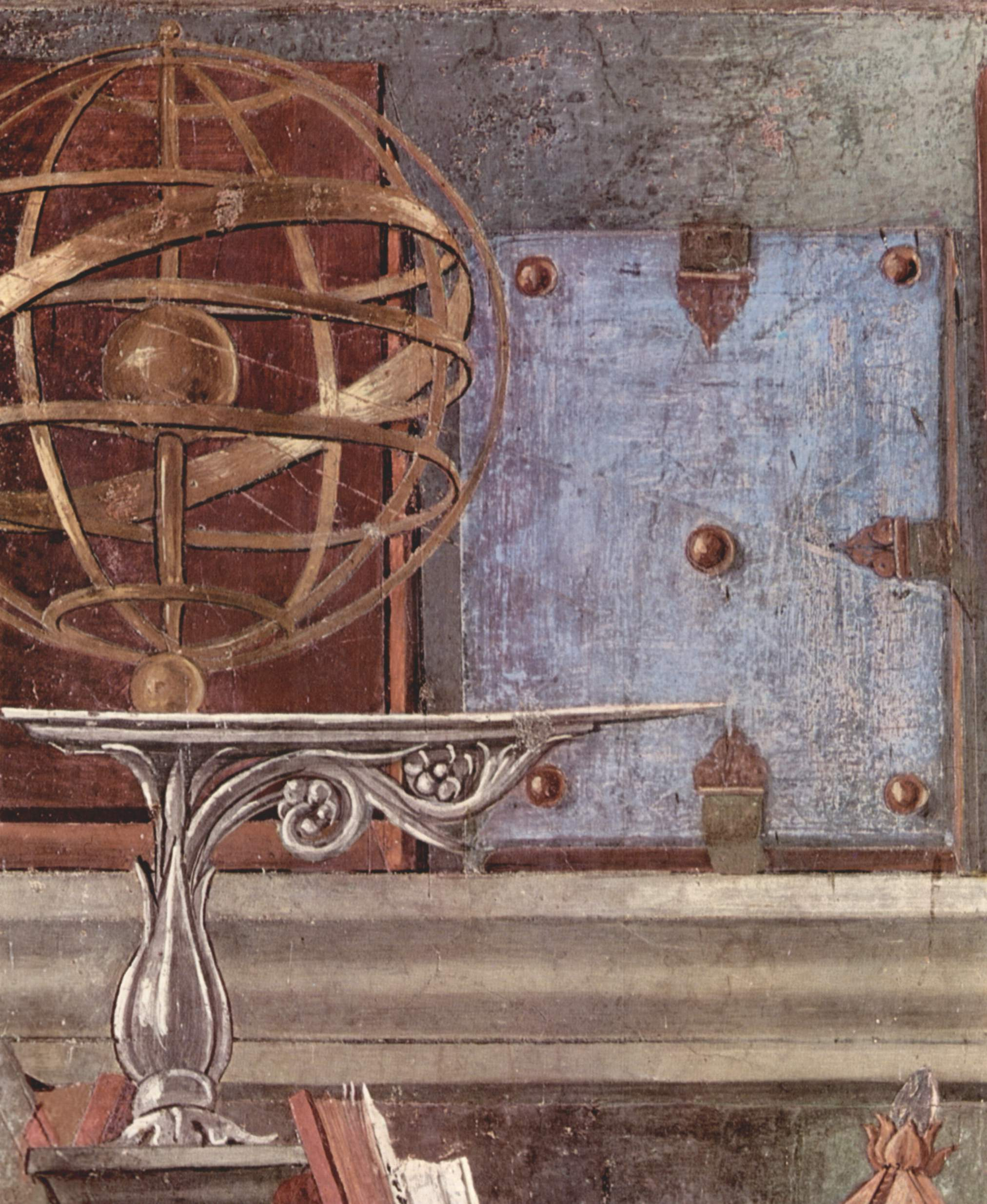
Armillarsphäre aus einem Gemälde Botticellis
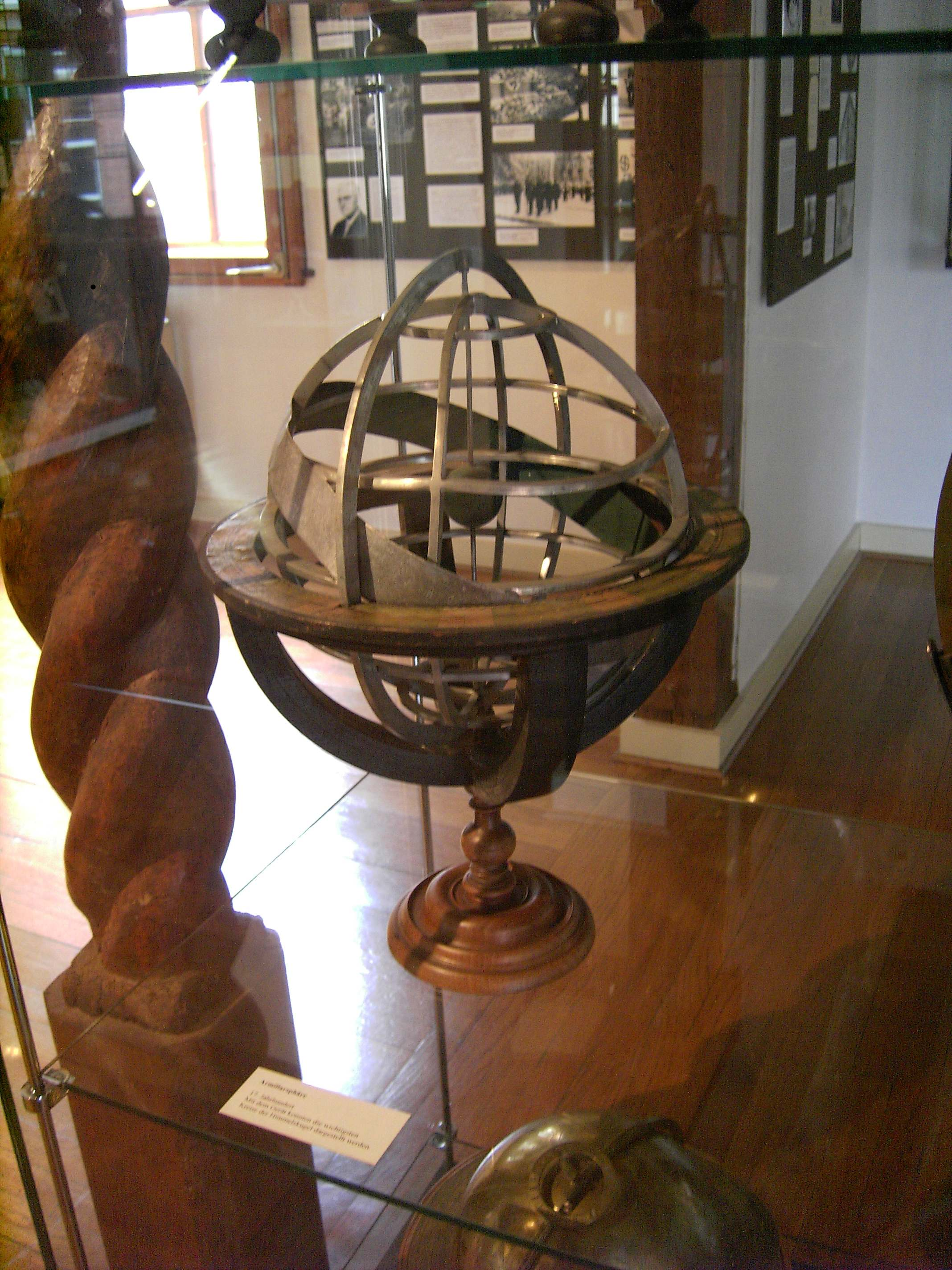
Armillarsphäre im Stadtmuseum Göttingen
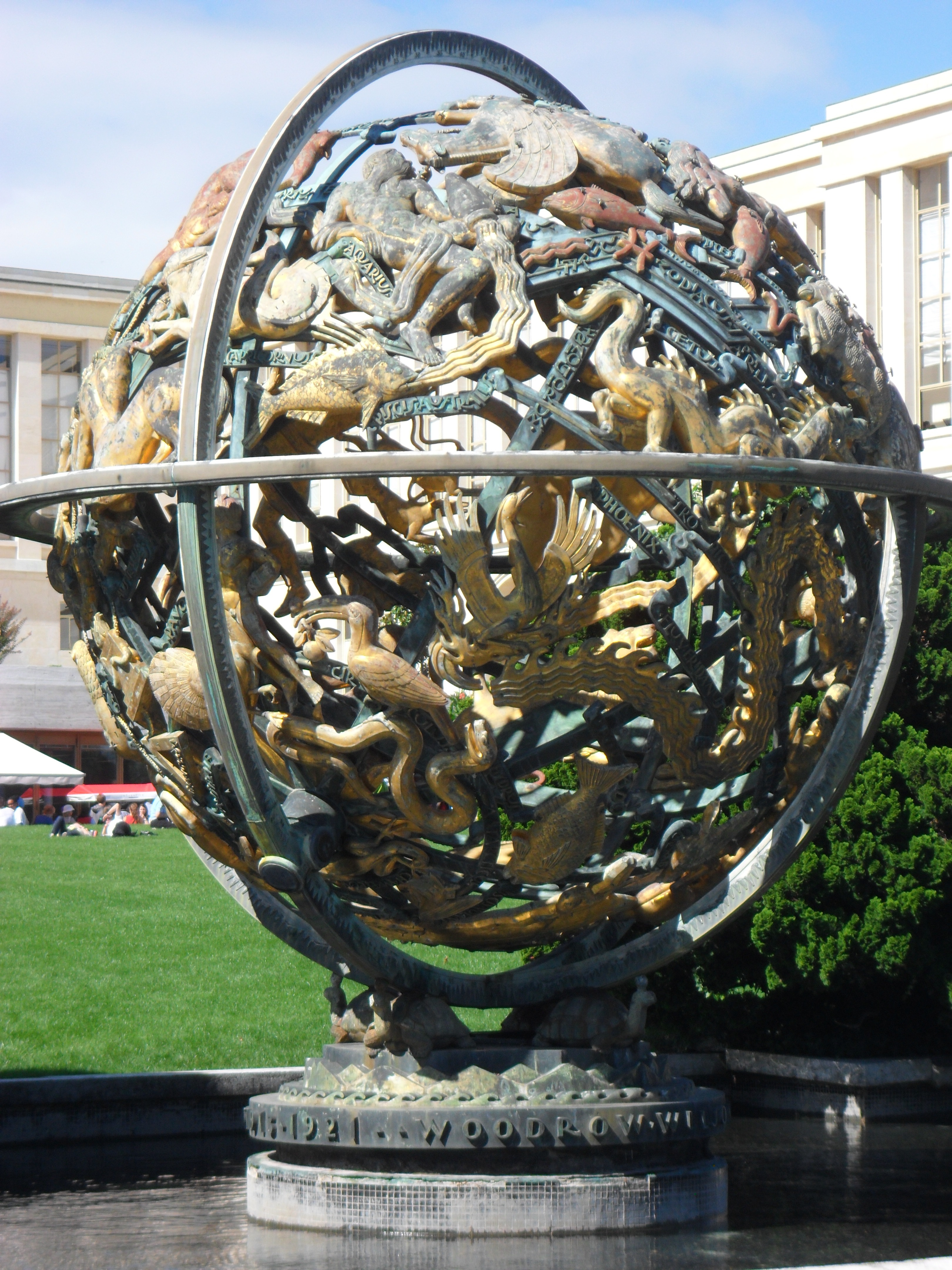
Armillarsphäre im Ariana-Park, Genf

## Gebrauch

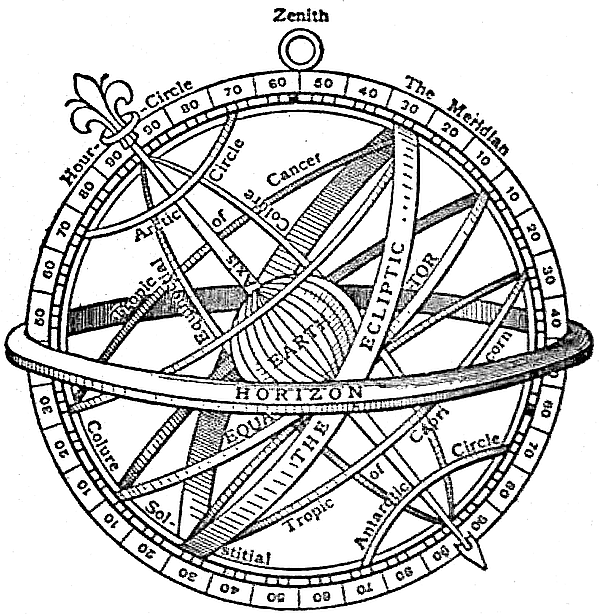
Armillarsphäre

Das Bild rechts zeigt eine Armillarsphäre, die oben an einer Öse aufgehängt wird. Im Bild ist die Öse auf 50 Bogengrad Nord eingestellt. Lässt sie sich verschieben, kann die Armillarsphäre an den Standort des Benutzers angepasst werden. Dazu muss auch die Scheibe „Horizont“ justiert werden. Der Beobachter selbst befindet sich gedanklich im Mittelpunkt der Erde innerhalb der Armillarsphäre. Der Horizont des Beobachters liegt immer waagerecht.
Der Himmel oberhalb des Horizonts ist sichtbar, die darunter liegenden Bereiche werden von der Erdoberfläche verdeckt. Die inneren Ringe bilden die Himmelskugel, die in der Himmelsachse (identisch mit Erdachse) gegenüber dem Horizont und dem Meridian drehbar gelagert ist. Wäre die Himmelskugel ganz ausgeführt, so könnte man von außen die Sterne auftragen, hätte aber keinen Zugang zum Inneren der Kugel. Aus diesem Grund wird die Himmelskugel lediglich mit dem Ekliptikring, dem Himmelsäquator und einigen Parallelkreisen zu ihm angedeutet. Die Ekliptik beschreibt mit ihrer Neigung von 23,5 Bogengrad gegenüber dem Himmelsäquator den Verlauf der Sonne.
Bei vielen Modellen wird die Sonne als kleine Kugel auf den Ekliptikring gesetzt. Eine Umdrehung des Himmels lässt die Sonne über den Horizont auf- und untergehen. Die Dauer der Dämmerung und der maximale Sonnenstand hängen davon ab, wo sich die Sonne auf der Ekliptik gerade aufhält. Befindet sie sich beispielsweise im Bild oben rechts, dann zeigt die Armillarsphäre ihren Höchststand im Juni zur Mittagszeit an. Steht sie hingegen links unten auf der Ekliptik, hat die Sonne ihren Tiefststand im Dezember, es ist Mitternacht. Dreht sich die Himmelskugel um die Erdachse, steigt die Wintersonne mittags nur wenig über den Horizont.
Neben der Sonne erhält oft auch der Mond einen eigenen Ring. Dieser ist um gut 5 Bogengrad gegenüber der Ekliptik geneigt. Die Planeten finden ohne allzu große Fehler ihren Platz auf der Ekliptik.